# Kalanchoe aromatica
Kalanchoe aromatica ist eine Pflanzenart der Gattung Kalanchoe in der Familie der Dickblattgewächse (Crassulaceae).

## Beschreibung

### Vegetative Merkmale
Kalanchoe aromatica ist eine aromatische, ausdauernde, krautige, Büschel bildende Pflanze, die Wuchshöhen von 30 bis 60 Zentimeter erreicht und vollständig mit roten, langen, klebrig-drüsigen Haaren bedeckt ist. Ihre zahlreichen, mehr oder weniger vierkantigen, fleischigen Triebe sind aufrecht und rötlich. Die fleischigen Laubblätter sind gestielt. Der schlanke Blattstiel ist 1,5 bis 3 Zentimeter lang. Ihre grüne,  dreieckig-lanzettliche, länglich lanzettliche bis eiförmige Blattspreite ist 2,5 bis 15 Zentimeter lang und 1,5 bis 5 Zentimeter breit. In den Winkeln befinden sich schwarze oder braune Flecken. Ihre Spitze ist zugespitzt. Der Blattrand ist gesägt-gezähnt. Alte Blätter sind häufig dreiteilig. 

### Generative Merkmale
Der Blütenstand besteht aus dichten Rispen und ist bis zu 30 Zentimeter lang. Die aufrechten, ausgebreiteten oder hängenden Blüten stehen an 2 bis 7 Millimeter langen Blütenstielen. Der Kelch ist grün bis gelblich, die Kelchröhre 2 bis 4 Millimeter lang. Die dreieckigen, zugespitzten, dornenspitzigen Kelchzipfel weisen eine Länge von 2 bis 2,5 Millimeter auf. Die Blütenkrone ist urnenförmig. Die zylindrische, weiße oder gelbgrüne Kronröhre ist 6,5 bis 10 Millimeter lang. Ihre zurückgebogenen, eiförmigen, stumpfen Kronzipfel tragen ein aufgesetztes Spitzchen. Sie weisen eine Länge von 5 bis 9 Millimeter auf und sind 2,5 Millimeter breit. Die Kronzipfel sind gelbgrün mit rötlichen Linien oder rosaweiß. Die Staubblätter sind etwa in der Mitte oder unterhalb der Mitte der Kronröhre angeheftet und ragen alle lang aus der Blüte heraus. Die linealischen Nektarschüppchen weisen eine Länge von 1,5 bis 2 Millimeter auf und sind etwa 0,3 Millimeter breit. Das Fruchtblatt weist eine Länge von 6 bis 7 Millimeter auf. Der Griffel ist 7 bis 8 Millimeter lang.
Die verkehrt eiförmigen Samen erreichen eine Länge von etwa 0,5 Millimeter.

## Systematik und Verbreitung
Kalanchoe aromatica ist in Zentral-Madagaskar auf felsigen Hängen verbreitet.
Die Erstbeschreibung durch Henri Perrier de La Bâthie wurde 1923 veröffentlicht. Es werden folgende Varietäten unterschieden:
- Kalanchoe aromatica var. aromatica
- Kalanchoe aromatica var. brevicorolla Boiteau

## Nachweise